# Медаль «За зміцнення обороноздатності» (Міністерство оборони України)
Медаль «За зміцнення обороноздатності» — відомча заохочувальна відзнака Міністерства оборони України.
Медаль є аналогом нагрудного знаку «За зміцнення обороноздатності», що входив до діючої до 2012 року попередньої системи відзнак Міністерства оборони України.

## Історія нагороди
Наказом Міністерства оборони України № 705 від 9 грудня 2015 року були встановлені медалі «За зміцнення обороноздатності», «За розвиток військового співробітництва», «Захиснику України», «За сприяння Збройним Силам України».

## Положення про відзнаку
Відзнакою — медаль «За зміцнення обороноздатності» — нагороджуються особи старшого та вищого офіцерського складу, а також інші особи за особистий внесок у справу зміцнення обороноздатності держави, підтримання високої бойової готовності військ (сил).
Протягом календарного року кількість нагороджених не може перевищувати 1 000 осіб.

## Опис відзнаки
- Відомча заохочувальна відзнака Міністерства оборони України — медаль «За зміцнення обороноздатності» виготовляється з жовтого металу і має форму просічної круглої медалі діаметром 32 мм, обрамленої смугою, у якій розміщено зображення емблеми Збройних Сил України і контурне зображення території України. На смузі напис — «За зміцнення обороноздатності». Усі зображення і написи рельєфні.
- За допомогою кільця з вушком медаль з'єднується з прямокутною колодкою, обтягнутою стрічкою. Розмір колодки: довжина — 45 мм, ширина — 28 мм. На зворотному боці колодки є застібка для кріплення медалі до одягу.
- Стрічка відзнаки шовкова муарова жовтого кольору з поздовжніми смужками: двома бордового кольору у центрі і двома синіми з країв стрічки. Ширина смужок бордового кольору — по 5 мм кожна, синього — по 3 мм кожна.
- Планка медалі являє собою прямокутну металеву пластинку розміром 12 мм завдовжки і 24 мм завширшки, обтягнуту стрічкою.